# Cymopterus minimus
Cymopterus minimus är en flockblommig växtart som först beskrevs av Mildred Esther Mathias, och fick sitt nu gällande namn av Mildred Esther Mathias. Cymopterus minimus ingår i släktet Cymopterus och familjen flockblommiga växter. Inga underarter finns listade i Catalogue of Life.